# Divisió de Lucknow
La divisió de Lucknow és una entitat administrativa d'Uttar Pradesh a l'Índia. La capital és Lucknow.
El 2005 estava formada pels següents districtes:
- Districte de Lucknow
- Districte d'Hardoi
- Districte de Lakhimpur Kheri
- Districte de Raebareli
- Districte de Sitapur
- Districte d'Unnao

L'antiga divisió ja existia sota domini britànic formant part primer de l'Oudh sota autoritat del comissionat d'aquesta província i la jurisdicció superior del tinent governador de les Províncies del Nord-oest; i després de les Províncies Unides d'Agra i Oudh (1901). La superfície el 1881 era d'11.665 km² i el 1901 de 31.212 km², i la població:
- 1869: 5.315.583
- 1881: 5.325.601
- 1891: 5.856.559
- 1901: 5.977.086

El 1881 la formaven tres districtes:
- Districte de Lucknow
- Districte de Bara Banki
- Districte d'Unnao

El 1901 la integraven ja els mateixs 6 districtes que actualment però amb algunes diferències:
- Districte de Lucknow
- Districte d'Hardoi
- Districte de Kheri (Lakhimpur Kheri)
- Districte de Rae Bareli
- Districte de Sitapur
- Districte d'Unnao